# Bård Torstensen
Bård Torstensen (né le 13 septembre 1961 à Arendal) est un musicien norvégien, guitariste de Clawfinger.